# إحصائيات كأس القارات 2013

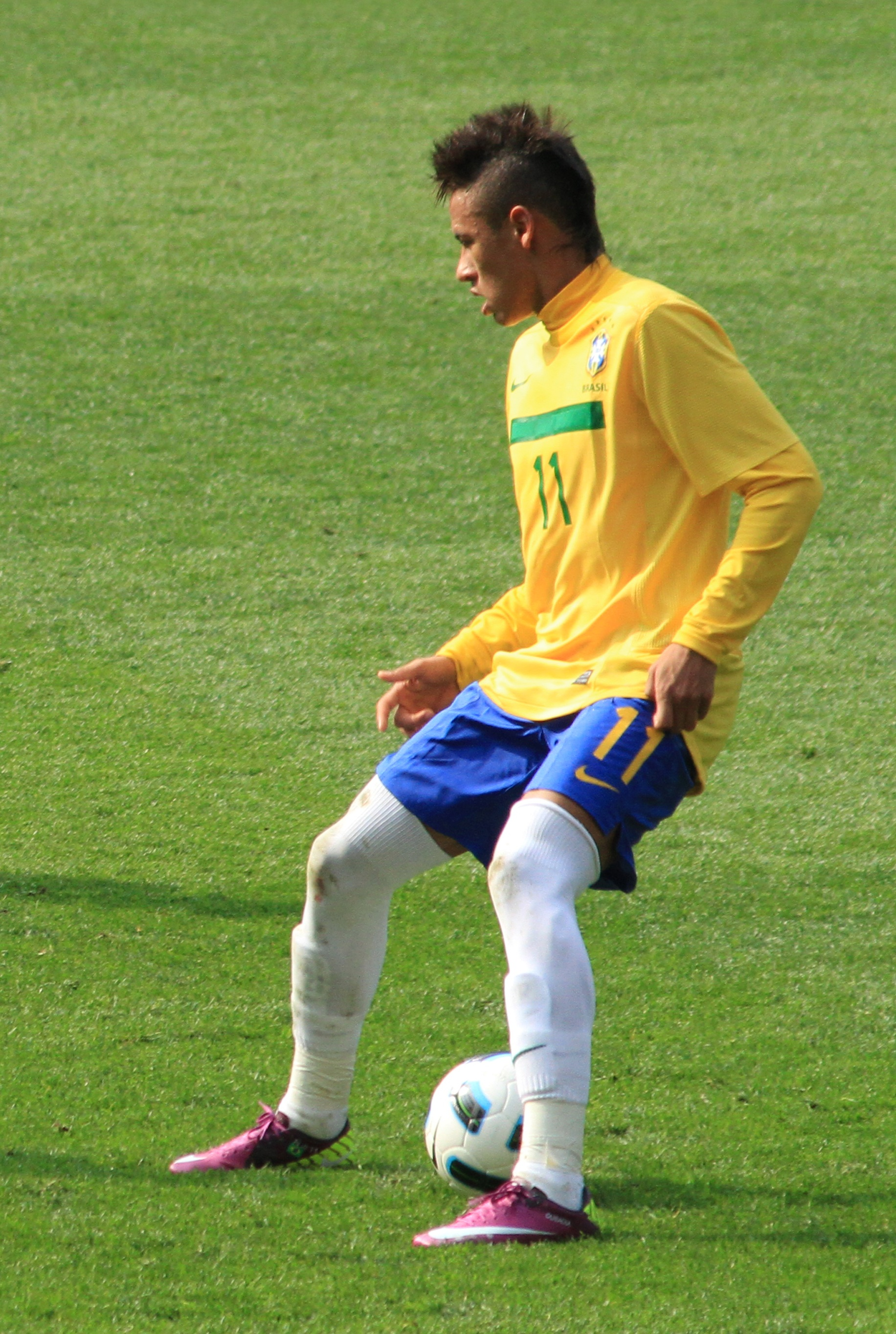

## الهدافون
قائمة هدافي البطولة:
5 أهداف
- فرناندو توريس
- فريد

4 أهداف
- أبل هرناندز
- نيمار

3 أهداف
| - دافيد فيا - إدينسون كافاني | - لويس سواريز - خافيير هيرنانديز | - نامدي أودمادي |

هدفين
| - جو - باولينيو | - دافيد سيلفا - جوردي ألبا | - ماريو بالوتيلي - شينجي أوكازاكي |

هدف واحد
| - إيمانويلي جياكيريني - جورجيو كيليني - أندريا بيرلو - دانييلي دي روسي - سيباستيان جيوفينكو - دافيدي أستوري - أليساندرو ديامانتي | - دييغو فورلان - دييغو لوغانو - نيكولاس لوديرو - دييغو بيريز - خوان ماتا - بيدرو - روبيرتو سولدادو - دانتي | - كيسوكي هوندا - شينجي كاغاوا - أووا إلدرسون إكايجايل - ميكيل جون أوبي - جوناثان تيهاو |

أهداف عكسية
| - أتسوتو يوشيدا (لمصلحة إيطاليا) | - جوناثان تيهاو (لمصلحة نيجيريا) | - نيكولاس فلار (لمصلحة نيجيريا) |

## صناعة الأهداف
3 أهداف
- والتر غارغانو

هدفين
| - نيمار - أوسكار - ياسوهيتو إندو | - براون إديي - أحمد موسى - دافيد فيا | - نيكولاس لوديرو |

هدف واحد
- 26 لاعب

## أفضل لاعب في المباراة
| المركز | اللاعب           | المنتخب    | عدد المرات | مباراة                                         |
| ------ | ---------------- | ---------- | ---------- | ---------------------------------------------- |
| 1      | نيمار            | البرازيل   | 4          | ضد اليابان, ضد المكسيك, ضد إيطاليا, ضد أسبانيا |
| 2      | خوليو سيزار      | البرازيل   | 1          | ضد الأوروغواي                                  |
| 2      | أندريا بيرلو     | إيطاليا    | 1          | ضد المكسيك                                     |
| 2      | شينجي كاغاوا     | اليابان    | 1          | ضد إيطاليا                                     |
| 2      | خافيير هيرنانديز | المكسيك    | 1          | ضد اليابان                                     |
| 2      | نامدي أودمادي    | نيجيريا    | 1          | ضد تاهيتي                                      |
| 2      | جوردي ألبا       | إسبانيا    | 1          | ضد نيجيريا                                     |
| 2      | إيكر كاسياس      | إسبانيا    | 1          | ضد إيطاليا                                     |
| 2      | أندريس إنييستا   | إسبانيا    | 1          | ضد الأوروغواي                                  |
| 2      | فرناندو توريس    | إسبانيا    | 1          | ضد تاهيتي                                      |
| 2      | دييغو فورلان     | الأوروغواي | 1          | ضد نيجيريا                                     |
| 2      | أبل هرناندز      | الأوروغواي | 1          | ضد تاهيتي                                      |

## وصلات خارجية
- كأس القارات 2013 على FIFA.com.